# Brålanda
Brålanda – miejscowość (tätort) w Szwecji, w regionie administracyjnym (län) Västra Götaland, w gminie Vänersborg.
Według danych Szwedzkiego Urzędu Statystycznego liczba ludności wyniosła: 1521 (31 grudnia 2015), 1554 (31 grudnia 2018) i 1541 (31 grudnia 2019).